# انفجار بزرگ (فیلم ۲۰۱۹)
انفجار بزرگ (به انگلیسی: The Big Bang) یک فیلم کوتاه مالایایی محصول سال ۲۰۱۹ به کارگردانی لال بیژو است. 
این فیلم برای مصرف آب ساخته شده است.